# 索克河
索克河是俄羅斯的河流，位於薩馬拉州和奧倫堡州，屬於伏爾加河的左支流，從發源地向西南在薩馬拉以北流入伏爾加河，主要支流有孔杜爾恰河。